# 잠자는 헤르마프로디토스

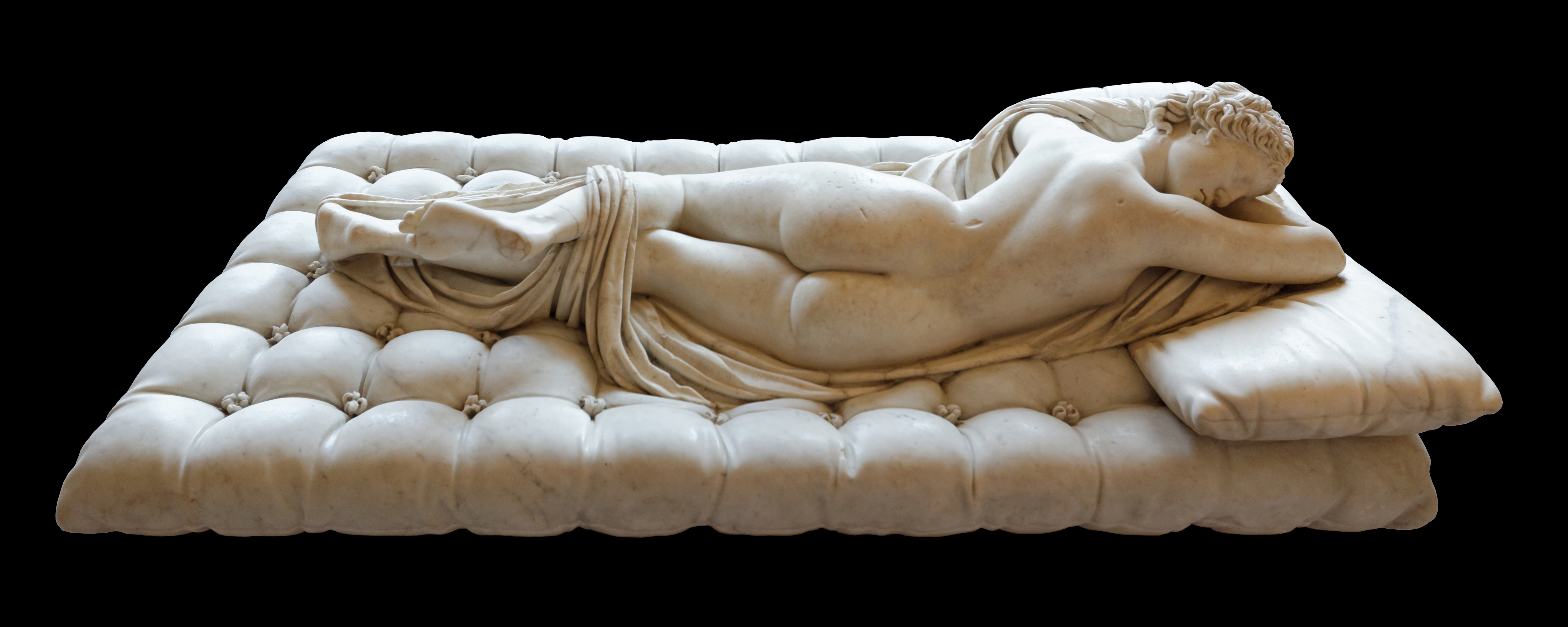

《잠자는 헤르마프로디토스》(Sleeping Hermaphroditus)는 헤르마프로디토스가 잠자는 모습을 등신대로 조각한 대리석 조각이다. 고대적 물건이라는 것은 알려져 있지만, 언제 누가 만들었는지 알 수 없다. 1620년 잔 로렌초 베르니니가 침대를 조각해 그 위에 올려놓은 것이 현재의 모습이다. 현재는 프랑스 파리 루브르 박물관에 소장되어 있다.